# The Rainbow Children (Album)
The Rainbow Children (englisch für Die Regenbogenkinder) ist das 24. Studioalbum des US-amerikanischen Musikers Prince, wobei er alle Songs arrangierte, komponierte und produzierte. Er veröffentlichte es am 16. Oktober 2001 über seine damalige Website als Download. Prince stand von 2001 bis 2004 bei keiner Schallplattenfirma unter Vertrag und führte mit Hilfe seiner Website seinen Musikvertrieb selbst durch. Am 20. November 2001 wurde das Album in einigen Ländern bei seinem eigenen Musiklabel NPG Records und dem US-Independent-Label Redline Entertainment auf CD veröffentlicht.
The Rainbow Children ist ein Konzeptalbum, da Prince eine Rahmenhandlung um die Songs herum entwarf; nahezu alle Liedtexte nehmen Bezug auf die Zeugen Jehovas, bei denen er von 2001 bis zu seinem Tod im Jahr 2016 Mitglied war. Die Musik zählt zu den Genres Contemporary R&B, Funk, Jazz, Pop, Rock und Soul. Als Gastmusiker wirken das Blechbläserquintett Hornheads, Larry Graham, die Girlgroup Milenia sowie Jazzmusiker Najee mit.
Musikkritiker bewerteten das Album meist verhaltend; die Musik wurde überwiegend gelobt, die Liedtexte hingegen meist negativ. Aus kommerzieller Sicht erreichte The Rainbow Children international weder Gold- noch Platinstatus. Die Tournee zum Album nannte Prince One-Nite-Alone-Tour und wurde von Kritikern sehr gelobt, zudem war sie kommerziell erfolgreich.

## Entstehung

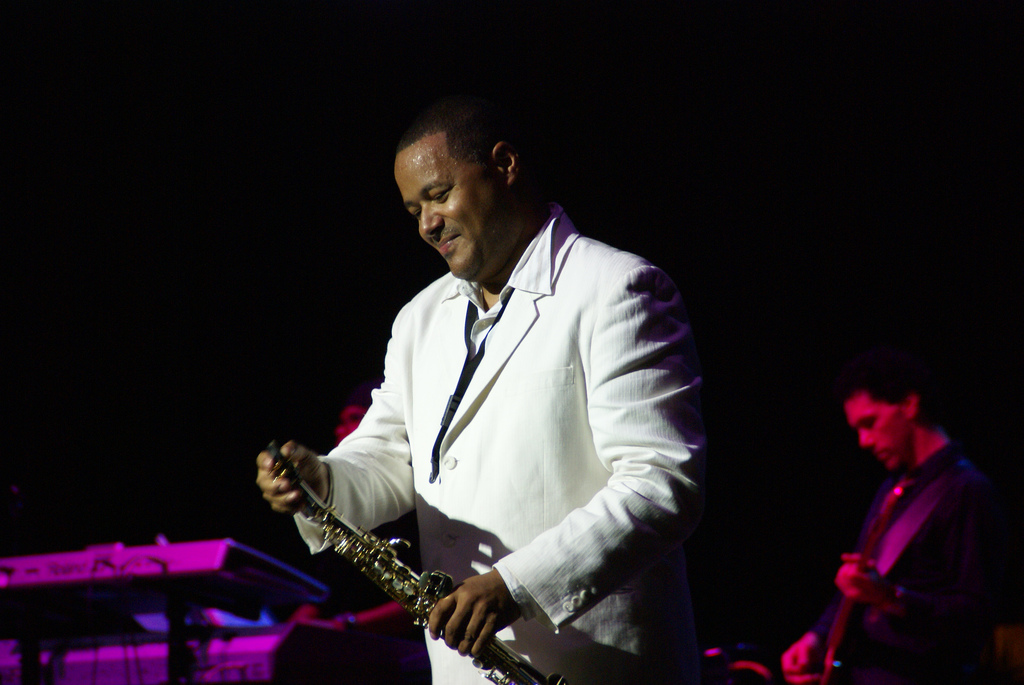
Najee, 2007

The Rainbow Children ist Prince’ erstes Album mit neuen Kompositionen, das er seit Love Symbol aus dem Jahr 1992 unter seinem eigentlichen Künstlernamen „Prince“ veröffentlichte. Aufgrund von Differenzen mit dem Major-Label Warner Bros. Records hatte er im Jahr 1993 seinen Künstlernamen durch ein unaussprechbares Symbol ersetzt und wollte bei Warner keine neuen Songs mehr veröffentlichen, stand aber bei dem Tonträgerunternehmen noch bis zum 31. Dezember 1999 unter Vertrag. Die Alben, die er ab dem Jahr 1993 vertragsbedingt dennoch mit Künstlernamen „Prince“ bei Warner veröffentlichen musste, enthalten Songs, die er zum Teil bereits in den 1980er Jahren aufgenommen hatte. Im Mai 2000 nahm Prince seinen ursprünglichen Künstlernamen aber offiziell wieder an.
Prince nahm The Rainbow Children in seinem Paisley Park Studio in Chanhassen in Minnesota auf. Er begann mit den Arbeiten Ende 2000 und spielte nahezu alle Instrumente selbst ein; das Blechbläserquintett Hornheads spielte seine Parts am 8. Februar 2001 im Paisley Park Studio ein. Anfang April 2001 stellte Prince das Album fertig. Jazzmusiker Najee sagte nach Prince’ Tod im Jahr 2016: „Er sang die Parts, die ich spielen sollte. Ich kümmerte mich um die Notation und spielte auf der Flöte das nach, was er sang. Ehrlich gesagt habe ich, als ich die fertige Platte hörte, nicht viel von den Sachen wiedererkannt, die ich gespielt habe. Prince ist wie ein Maler; nur er weiß, wie das fertige Bild aussehen wird.“
Kommerzielle Überlegungen spielten für Prince bei der Entstehung von The Rainbow Children keine Rolle, es sollte auch nicht als Comeback-Versuch gelten. Er wollte sich auf seine musikalischen Fähigkeiten konzentrieren und ein Album veröffentlichen, das ihm Freude bereitet und Spiritualität mit Funk und Jazz-Einflüssen kombiniert, was Najee bestätigte: „Solche Platten sind nichts fürs Radio. Das war ihm egal. Seine Musik war sein persönliches Statement.“
Im Juni 2001 stellte Prince The Rainbow Children erstmals bei Livekonzerten in Minneapolis in Minnesota vor, und als das Album im November 2001 bei dem Label Redline Entertainment erschien, sagte er, er selbst sei „jetzt die Plattenfirma“ und erhalte sieben Dollar von einer 10-US-Dollar-CD und nicht, wie bei herkömmlichen Plattenverträgen üblich, nur Pennys. Zudem bekannte er sich öffentlich zur Glaubensgemeinschaft der Zeugen Jehovas und sagte in einem Interview mit der Tageszeitung The Boston Globe, er werde fortan alle Kraftausdrücke aus seinen Liedtexten entfernen. Daran hielt Prince sich bis zu seinem Tod im April 2016.

## Gestaltung des Covers
Die Vorderseite des Digipak zeigt eine Malerei mit Namen „Reine Keis Quintet“, die von dem US-amerikanischen Karikaturisten und Illustrator Cbabi Bayoc (* 1972 als Clifford Miskell Jr. in Fort Dix, New Jersey) bereits Ende der 1990er Jahre kreiert wurde. Die farbenfrohe Malerei zeigt vier Frauen, die E-Bass, Gitarre, Saxophon und Schlagzeug spielen. Bayoc benannte die Malerei nach seiner Ehefrau, die mit Vornamen „Reine“ heißt. Diese habe ihm vorgeworfen, er würde zu viele Männer malen, weswegen er „eine ganze Gruppe von Frauen“ malte, was „überhaupt nichts mit Prince zu tun“ gehabt habe, sagte er lachend. Zwar hatte er ihn nie persönlich getroffen, aber während eines Konzerts seiner Newpower-Soul-Tour am 12. Mai 1998 in Collinsville in Illinois traf er „Leute, die für ihn arbeiten“. Prince’ Mitarbeiter zeigten ihm verschiedene Bilder von Bayoc und im Jahr 2000 kontaktierten sie erneut den Illustrator, weil Prince das „Reine Keis Quintet“ als Cover für The Rainbow Children verwenden wollte. Letztendlich erwarb er sämtliche Urheberrechte an dem Bild, weshalb Bayoc das Bild nicht mehr verkaufen dürfe, obwohl er nach wie vor weltweit zahlreiche Anfragen erhalte.
Unten links auf dem Cover ist der Albumtitel „the rainbow children“ in Kleinschreibung und in weißer Schrift zu lesen. Auf der Rückseite des Booklet ist im Digipak ebenfalls die Malerei „Reine Keis Quintet“ abgebildet. Ein Foto von Prince kann nur dann gesehen werden, wenn das Digipak aufgeklappt und umgedreht wird; er trägt einen grünen Pullover und eine schwarze Hose.
Das 15-seitige Booklet ist im Digipak integriert und enthält die Liedtexte der einzelnen Albumsongs. Die Tracklist ist auf der ersten Seite des Booklets abgedruckt. Ferner ist ein weiteres Foto von Prince zu sehen, ebenfalls in Form einer Malerei und von Bayoc gestaltet.

## Konzeptalbum
The Rainbow Children ist ein Konzeptalbum, dessen Liedtexte oftmals spirituell angehaucht sind und zuweilen deutlichen Bezug auf die Zeugen Jehovas nehmen. Prince entwarf um die Albumsongs herum eine Rahmenhandlung. Er erzählt die Geschichte von den „Rainbow Children“ und deren König „The Wise One“; diese sind in einem „Digital Garden“ eingesperrt, der von den Bösewichten „The Banished Ones“ gebaut wurde. „The Wise One“ führt schließlich eine „unsichtbare Tat“ durch und schickt „The Banished Ones“ zurück in ihren Geburtsort der imaginären Stadt „Menda City“; dieser Name ist ein Wortspiel mit dem englischen Wort „mendacity“, das übersetzt „Verlogenheit“ bedeutet. Nachdem „The Banished Ones“ wieder nach Menda City verbannt wurden, gehen die „Rainbow Children“ und „The Wise One“ von Tür zu Tür. Sie wollen Menschen finden, die sich dazu bereit erklären, den „Digital Garden“ zu zerstören, um das „immerwährendes Jetzt“ („everlasting now“) herbeizuführen, das als Garten Eden interpretiert werden kann.
Eine Frau namens „Muse“ wird „The Wise One“ gesandt, damit sie seine Ehefrau werden kann. Ihre Liebe zu Gott hatte sich verstärkt und diese Leidenschaft führt sie in das Transzendenz-Reich von dem „sinnlichen Jenseits“ („sensual everafter“). Während „Muse“ sich in einem „hypnotischen Entspannungsschlaf“ befindet, pflanzt ihr „The Wise One“ einen Samen der Erkenntnistheorie in ihrem Kopf ein. Damit suggeriert Prince „1+1+1 Is 3“, also „The Wise One“ plus „Muse“ plus Gott ergibt drei.
Nun lässt Prince der Geschichte eine ungewöhnliche Wendung zukommen; Sachverhalte von Rassen und Sklaverei werden erforscht. Außerdem brauchen Menschen, die sich eine Heiratserlaubnis wünschen, Zugang zu der „Abteilung für genetische Informationen der Akasha-Chronik“ („Akashic Records Genetic Information Division“). Die Akasha-Chronik ist in der Esoterik ein allumfassendes Weltgedächtnis, das sämtliche Aufzeichnungen von dem besitzt, was jemals stattgefunden hat oder in Zukunft auftreten wird – sei es das Denken, Gefühle oder das Handeln.
Im Anschluss von „Akashic Records Genetic Information Division“ erzählt Prince die Geschichte aus der Ich-Perspektive weiter. Er kannte einen Herrscher, der seine „Perlenkrone“ ablegte, als dieser die Erkenntnis bekam, „Männer sind zum Herrschen nicht geeignet“, weswegen der Herrscher nun aus seinem eigenen Herzen und Geist das Reich Gottes sucht. Die genauen Kenntnisse von Jesus Christus und von Gott der Vater sind für das „immerwährendes Jetzt“ („everlasting now“) notwendig. Zudem stellt Prince folgende Behauptung auf: diejenigen, die Jesus Christus lieben, sind somit auch diejenigen, die davon profitieren. Die Geschichte der „Rainbow Children“ endet schließlich mit den Sätzen „Im Namen des Vaters. Im Namen des Sohnes. Wir müssen zusammenkommen. Zusammenkommen als EINS“.
Die zuweilen schwer nachvollziehbare Handlung erzählt Prince mittels Pitch-Shifting in einer tiefen und verzerrten Tonlage, die seiner Stimme im Song Bob George aus dem Black Album (1994) ähnelt. Als Erzähler fügte er am Anfang oder am Ende einiger Songs Passagen an, die den Ablauf der Musik des Albums The Rainbow Children unterbrechen.

## Musik und Liedtexte
Die Musik zählt zu den Genres Contemporary R&B, Funk, Jazz, Pop, Rock und Soul. Zudem sind Cool-Jazz-Strukturen und New-Age-Einflüsse in einigen Songs vorhanden. Die Liedtexte singt Prince überwiegend vertont, zudem ist er auch in dem für ihn typischen Falsett-Gesang zu hören. Ferner sind in den drei Songs Everywhere, Last December und The Everlasting Now Gospelchöre zu hören. Die Backing Vocals auf dem Album übernahm unter anderem die Girlgroup Milenia, bestehend aus den vier Schwestern Malikah, Mikele, Niyoki und Tia White. Milenia unterstützten Prince bereits bei seiner Hit-N-Run-Tour im Frühjahr 2001.
1. Rainbow Children
Im Titelstück ließ Prince den Artikel „The“ vom Albumnamen weg. Der Song ist zuweilen Jazz-angehaucht und besitzt als Leitmotiv eine E-Bass-Figur, der Refrain ist musicalähnlich. Im Liedtext erzählt Prince, wie die „Rainbow Children“ eine „neue Nation“ bauen, die auf der Bibelübersetzung Neue-Welt-Übersetzung der Heiligen Schrift der Zeugen Jehovas basiert. Zudem kommen der König der „Rainbow Children“ mit Namen „The Wise One“ und seine Frau „Muse“ im Song vor, die von den Bösewichten „The Banished Ones“ aus der neuen Nation verbannt werden. Ferner zitiert Prince die Textzeile „Reproduction of the New Breed, Leaders, stand up! Organize!“ („Reproduktion der Neuen Rasse, Leaders, steht auf! Organisiert euch!“) seines Songs Sexuality aus dem Jahr 1981 vom Album Controversy.[4][5][11][18][19]
2. Muse 2 the Pharaoh
Das Stück ist dem Genre Contemporary R&B zuzuordnen und basiert auf Elektronischem Piano, weichem Schlagzeugspiel sowie spärlichem Gitarrenspiel. Der Liedtext handelt von einer Geschlechterhierarchie, in der Männer die Entscheidungen treffen und sich als Künstler profilieren, während Frauen ihnen dienen. Zudem zieht Prince einen Vergleich zwischen dem Holocaust und der Versklavung von Afroamerikanern und stellt die These auf, die Auslöschung eines Volkes ist dem Verlust der Freiheit vorzuziehen.[4][5][10][11][12][18][20]
3. Digital Garden
Der Track setzt sich aus einem Salsa-Beat, gepaart mit einer Synthesizer-Textur, zusammen. Der Liedtext stellt die Bösewichte „The Banished Ones“ vor, die die Feinde der „Rainbow Children“ sind. „The Banished Ones“ übernehmen die Macht der gesamten Welt, außer im Palast der „Rainbow Children“, der von „The Banished Ones“ mit einem „Digital Garden“ umzingelt wurde. „The Banished Ones“ wollen „The Wise One“ entmachten. Dank „einer unsichtbaren Tat“ von „The Wise One“ gelingt es ihm aber, „The Banished Ones“ in ihre Heimat „Menda City“ zurückzuschicken. Die „Rainbow Children“ gehen nun „von Tür-zu-Tür“, um Menschen zu finden, die bereit für den Abbau vom „Digital Garden“ sind.[4][16][18][21]
4. The Work Pt. 1
Die Musik des Funk-Songs wirkt zuweilen wie eine Hommage an James Brown. Der Liedtext beinhaltet die Entscheidung der „Rainbow Children“, den „Digital Garden“ zu zerstören, bevor die „Rainbow Children“ das Irdische Paradies im Song Everywhere finden.[4][16][18]
5. Everywhere
Dieses Stück ist aus dem Bereich Popmusik, das live eingespielte Schlagzeugspiel stammt von John Blackwell, das Intro singt Milenia.[4][16][18] Der Song geht direkt in den nächsten über.
6. The Sensual Everafter
Der Song besitzt einen ruhigen Instrumental-Abschnitt, der an die Musik von Carlos Santana erinnert, und wirkt zuweilen wie Lounge-Musik. Im Liedtext verführt „The Wise One“ seine „Muse“, die gesandt wurde, um seine Ehefrau zu werden, damit er sie in „das sinnliche Jenseits“ („The Sensual Everafter“) bringen kann. Das Stück besteht überwiegend aus Instrumentalspiel mit gesprochenen Worten von Prince in der Rolle des Erzählers, der die Geschichte der „Rainbow Children“ fortlaufend schildert.[4][22][23]
7. Mellow
Der langsame Song aus dem Genre Contemporary R&B basiert wie Muse 2 the Pharaoh auf einem elektronischen Piano mit sanftem Schlagzeugspiel und spärlich gespieltem Gitarrenspiel. Im Liedtext scheint „The Wise One“ seine „Muse“ zum Orgasmus zu bringen, bevor er sie hypnotisiert, indem er ihre Haare streichelt. Der Liedtext nimmt auch Bezug auf „The Egg“ (Das Ei), das in der Realität ein ovalförmiges Haus ist und sich auf dem Gelände von Prince’ Paisley Park Studio befindet. Wofür das Haus genutzt wurde – Prince starb im Jahr 2016 – ist der Öffentlichkeit jedoch nicht bekannt.[4][16][18][24]
8. 1+1+1 Is 3
Der Track ist aus dem Bereich Elektronische Tanzmusik und Prince verwendet nahezu alle musikalischen Elemente aus seinem Song Erotic City (1984), der B-Seite von der Singleauskopplung Let’s Go Crazy. Der Liedtext scheint auf die Wichtigkeit Gottes in einer Ehe zu verweisen. Prince erklärt, „The Wise One“ plus seine zukünftige Ehefrau sowie Gott ergebe drei und daran „ist nichts zu rütteln“.[4][16][22][25]
9. Deconstruction
Das Stück besteht überwiegend aus einem Monolog, der von Prince als Erzähler der Rahmenhandlung mit verzerrter Stimme gehalten wird. Die gesprochene Überleitung mit musikalischer Unterstützung enthält ein kurzes Gitarrensolo und Prince fasst den bisherigen Verlauf der Geschichte der „Rainbow Children“ zusammen; „The Banished Ones“ sind von den „Rainbow Children“ verjagt worden und müssen von weiter Entfernung aus mit ansehen, wie die „Rainbow Children“ den „Digital Garden“ auflösen. Die Menschen haben verinnerlicht, dass kein anderer „im Stande sein würde, Anspruch auf die Schätze der „Rainbow Children“ zu stellen“. Die „Muse“ wacht „als Königin“ aus ihrer Hypnose auf und ist zur Hochzeit mit „The Wise One“ bereit.[4][16][22][26]
10. Wedding Feast
Das 54-sekündige A-cappella-Stück dient als Zwischenspiel auf dem Album. Das Intro singt Kip Blackshire, der anschließend einsetzende Gesang von Milenia ist als humorvolle Persiflage auf Operngesang zu verstehen. Am Ende des Stücks lacht Prince dezent im Hintergrund. Im Liedtext findet die Hochzeit zwischen „The Wise One“ und seiner „Muse“ statt, wobei das Hochzeitsfest vegan ist.[15][16]
11. She Loves Me 4 Me
Der Contemporary-R&B-Song basiert auf elektronischem Piano mit sowohl dezentem Schlagzeugspiel als auch Gitarrenspiel. Den Liedtext singt Prince aus der Ich-Perspektive und die darin nicht näher beschriebene Frau ist ebenfalls vegan. Prince schätzt an dieser, dass sie ihn so liebt, wie er tatsächlich ist und nicht, wie andere Menschen sich ihn vorstellten.[4][16][18]

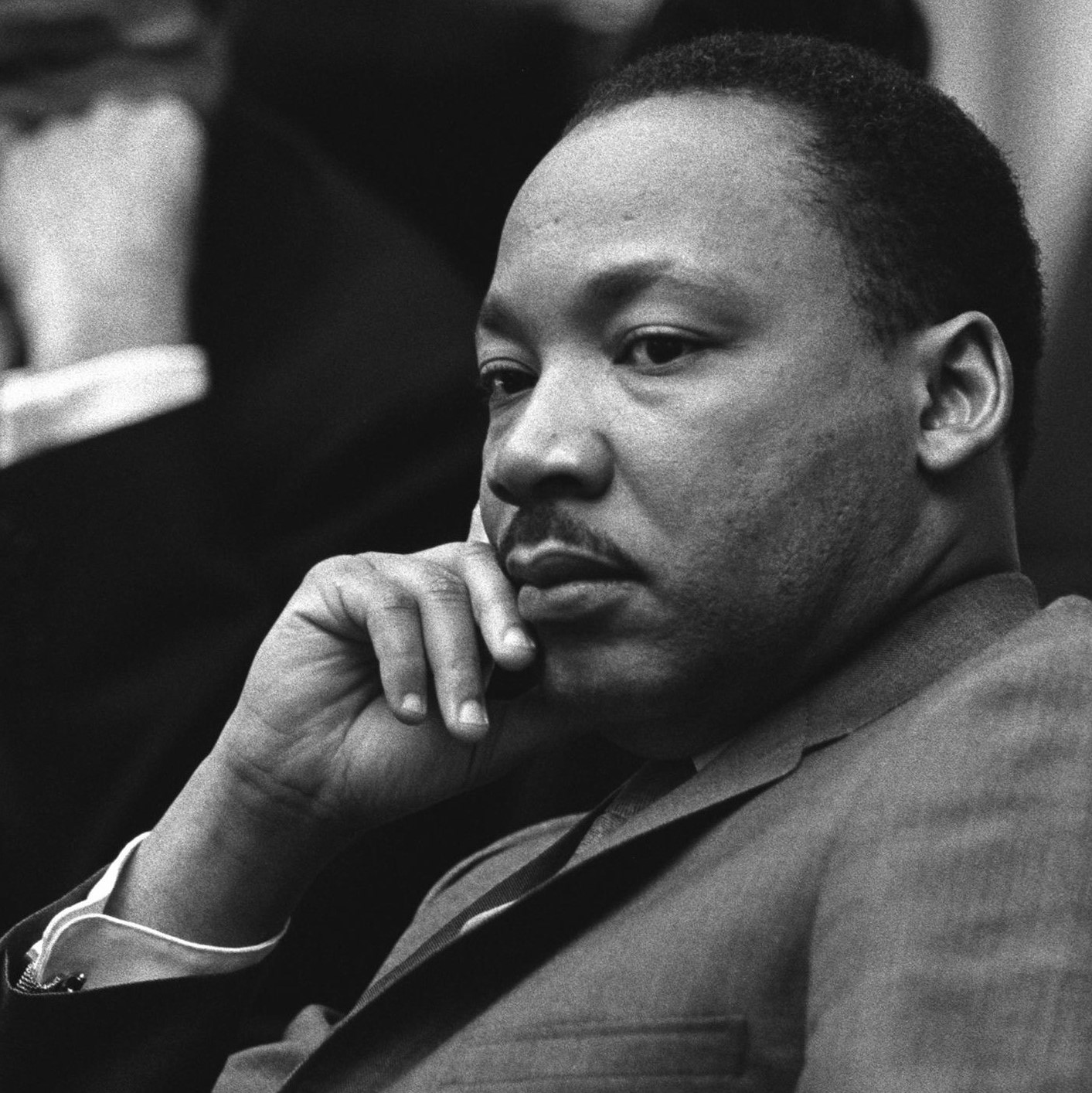
Martin Luther King, 1966

12. Family Name Martin Luther King, 1966
Der rhythmische Song enthält funky Schlagzeug im Zusammenspiel mit E-Bass. Das Stück beginnt mit einem abgeschwächten Opening und entwickelt sich in Kombination mit dominierendem Gitarrenspiel zu einer Darbietung aus den Genres Funk und Rock. Die computerverfremdeten gesprochenen Sätze stammen von Toningenieur Femi Jiya und dem Keyboarder von The New Power Generation Morris Hayes. Der Liedtext beginnt mit einer vom Computer erzeugten Frauenstimme, die den Zuhörer in die „Akashic Records Genetic Information Division“ („Abteilung für genetische Informationen der Akasha-Chronik)“ einführt. Zudem beschäftigt sich Prince mit Rasse und Sklaverei; im Gegensatz zu Juden mussten afroamerikanische Sklaven ihren Familiennamen ablegen und sich umbenennen. Ferner gibt Prince mit einer computerverfremdeten Stimme das fiktive Zitat „My fellow Americans, if there is a just God, we’re gonna pay for this!“ („Meine amerikanischen Mitbürger, wenn es einen gerechten Gott gibt, werden wir dafür büßen müssen!“) von dem dritten amerikanischen Präsidenten Thomas Jefferson an. Family Name endet mit einem realen Zitat von Martin Luther Kings Rede „I Have a Dream“ vom 28. August 1963; „Black men and white men, Jews and Gentiles, Protestants and Catholics, will be able to join hands and sing in the words of the old negro spiritual, ‘Free at last! Free at last! Thank God Almighty, we are free at last!’“ („Schwarze und Weiße, Juden und Heiden, Protestanten und Katholiken werden sich die Hände reichen und mit den Worten des alten Negro Spirituals singen können: ‚Free at last! Endlich frei! Gott dem Allmächtigen sei Dank, wir sind endlich frei!‘“).[11][14][15][16][27]
13. The Everlasting Now
In dem Upbeat-Song aus dem Bereich Funk jongliert Prince zwischen gesprochenen und gesungenen Vocals. Das Stück enthält Latin-Pop-ähnliche Passagen und ein Gitarrenspiel, bei dem er sich von Carlos Santana inspirieren ließ. Im Liedtext vertritt Prince die Meinung, „diejenigen, die Jesus Christus lieben, werden diejenigen sein, die davon profitieren“.[18][28]
14. Last December
Der letzte Albumsong ist eine Rockballade und enthält an Arabische Musik sowie Funk Metal erinnernde Passagen.[18] Last December ist das einzige Stück auf dem Album, das keinen besonderen Bezug zur Geschichte der „Rainbow Children“ nimmt. Im ebenfalls spirituellen Liedtext befasst sich Prince mit Fragen wie beispielsweise: „Wenn dein letzter Dezember käme, was würdest du tun? Wird sich irgendjemand an dich erinnern? Hast du alles gegeben? Hast du jemanden geliebt, aber keine Liebe zurückbekommen? Hast du die wahre Bedeutung der Liebe verstanden?“ Antworten liefert er aber nicht und überlässt dieses dem Zuhörer.

## Titelliste und Veröffentlichungen
| 1                            | Rainbow Children      | 10:03 |
| 2                            | Muse 2 the Pharaoh    | 4:21  |
| 3                            | Digital Garden        | 4:07  |
| 4                            | The Work Pt. 1        | 4:28  |
| 5                            | Everywhere            | 2:54  |
| 6                            | The Sensual Everafter | 2:57  |
| 7                            | Mellow                | 4:24  |
| 8                            | 1+1+1 Is 3            | 5:17  |
| 9                            | Deconstruction        | 1:59  |
| 10                           | Wedding Feast         | 0:54  |
| 11                           | She Loves Me 4 Me     | 2:49  |
| 12                           | Family Name           | 8:16  |
| 13                           | The Everlasting Now   | 8:18  |
| 14                           | Last December         | 7:57  |
| Spieldauer: 69:58 min.       |                       |       |
| Autor aller Songs ist Prince |                       |       |

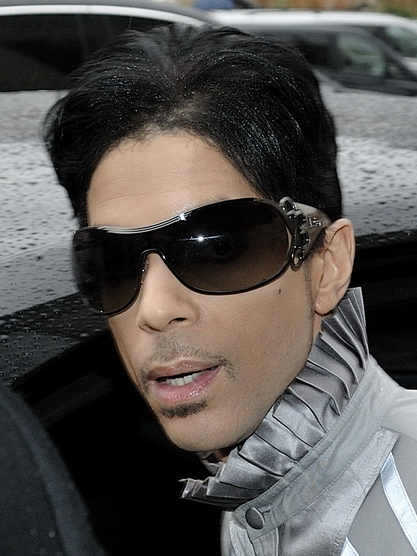
Prince, 2009

The Rainbow Children wurde am 16. Oktober 2001 veröffentlicht, allerdings nur als Download für Mitglieder von Prince’ damaliger Website NPG Music Club.com. Am 20. November 2001 erschien das Album in einigen Ländern bei seinem eigenen Musiklabel NPG Records und dem US-Independent-Label Redline Entertainment als CD, Doppel-LP sowie auf MC.
Das Album enthält insgesamt 21 Songs, wobei auf den Tracks 15 bis 20 lediglich Pausen von jeweils drei Sekunden vorhanden sind. Track 21 ist 38 Sekunden lang und Prince wiederholt des Öfteren das Wort „one“, das letzte Wort der Textzeile „together as one“ von Last December.
Am 29. Mai 2020 veröffentlichte The Prince Estate („Der Prince-Nachlass“) The Rainbow Children weltweit erneut auf CD und als Doppel-LP, die im transparenten Vinyl erhältlich ist. Der Doppel-LP liegt eine im regenbogenfarbene gestaltete Slipmat bei, die in Kombination mit der durchsichtigen LP optisch zur Geltung kommt.

### Singles
Von dem Album wurde mit The Work Part 1 nur eine Single ausgekoppelt, die am 6. April 2001 erschien und ausschließlich über die damalige Musiktauschbörse Napster heruntergeladen werden konnte. Der Download war kostenlos und entwickelte sich zu einem der am meist heruntergeladenen Songs in der Geschichte von Napster. Über die Zusammenarbeit mit Napster sagte Prince damals: „Die Plattenfirmen verstehen einfach nicht, dass Napster nur die wachsende Frustration der Leute darüber zeigt, wie sehr die Industrie die Musik kontrolliert.“ Napster-Gründer Shawn Fanning lobte Prince und meinte, dieser sei ein „wahrer Visionär“. Den Song benannte Prince auf dem Album The Rainbow Children in The Work Pt. 1 um, die Gründe dafür sind nicht bekannt.
Im Sommer 2001 konnte The Work Part 1 dann auch als CD-Single ausschließlich über NPG Music Club.com bestellt werden. Als zweiter Song ist das Stück U Make My Sun Shine zu hören, ein Duett zwischen Prince und Angie Stone. U Make My Sun Shine war ursprünglich ein Non-Album-Track und erschien bereits am 21. Dezember 2000 als kostenloser Download über Prince’ damaliger Website mit Namen NPG OnlineLtd.com. Am 29. März 2004 platzierte er den Song auch auf seinem Download-Album The Chocolate Invasion.
Ferner wurden mit She Loves Me 4 Me, Last December und Jazz Sampler drei Promo-Singles ausgekoppelt. She Loves Me 4 Me ist eine 1-Track-CD-Single und wurde nur in Frankreich und in den USA veröffentlicht. Last December erschien ebenfalls als 1-Track-CD-Single und wurde Ende 2001 nur in Japan ausgekoppelt. Eine weitere Promo-Single mit Namen Jazz Sampler wurde in den USA veröffentlicht, bestehend aus den vier Songs She Loves Me 4 Me, The Sensual Everafter, Rainbow Children und Digital Garden. Alle Versionen von den drei Promo-CDs sind mit den jeweiligen Albumversionen identisch.

### Musikvideos
Musikvideos produzierte Prince nicht und Coverversionen zu den Albumsongs von The Rainbow Children sind nicht bekannt.

## Mitwirkende

### Musiker
Alle Songs wurden von Prince arrangiert, komponiert, produziert und vorgetragen. Zudem spielte er alle Musikinstrumente selbst ein, wobei folgende Personen die Aufnahmen ergänzten:
- Femi Jiya – Sprechgesang in Family Name
- Hornheads – Baritonsaxophon, Posaune, Tenorsaxophon, Trompete in Everywhere, Mellow, The Everlasting Now, The Work Pt. 1
- John Blackwell – Schlagzeug in allen Songs außer in Wedding Feast
- Kip Blackshire – Backing Vocals in 1+1+1 Is 3, Deconstruction, Digital Garden, The Work Pt. 1; Co-Leadgesang in Wedding Feast
- Larry Graham – E-Bass in Last December, The Work Pt. 1
- Milenia – Backing Vocals in 1+1+1 Is 3, Deconstruction, Digital Garden, Last December, Rainbow Children, The Work Pt. 1, Wedding Feast; Co-Leadgesang in Everywhere
- Morris Hayes – Sprechgesang in Family Name
- Najee – Flöte in Mellow, Rainbow Children; Sopransaxophon in Rainbow Children

### Technisches Personal
- Prince – Mixing
- Brian Gardner – Mastering
- Cbabi Bayoc – Artwork, Illustration
- Femi Jiya – Toningenieur
- Jeremy Gavin – Albumdesign
- Joseph Lepinski – Mastering-Assistenz, Pro-Tools-Bearbeitung
- Martin Luther King – Die Lizenz wurde vom Intellectual Properties Management in Atlanta in Georgia als exklusiver Lizenzgeber des King Estate erteilt
- Stan Getz II (als „SPG II“) – Lacquer Cut-Mastering der Vinyl-Ausgabe 2020

## Tournee
Die Tournee zum Album nannte Prince „One Nite Alone … Tour“ und führte durch die USA, Kanada, Europa und Japan. Sie begann am 1. März 2002 in Saginaw in Michigan und endete am 29. November 2002 in Nagoya in Japan. Die Tournee umfasste insgesamt 64 Konzerte und wurde von über 260.000 Zuschauern besucht. Prince’ Begleitband The New Power Generation bestand aus den folgenden Mitgliedern:
- Greg Boyer – Posaune
- John Blackwell (* 9. September 1973; † 4. Juli 2017) – Schlagzeug
- Maceo Parker – Backing Vocals, Saxophon
- Renato Neto – Keyboard
- Rhonda Smith – Backing Vocals, E-Bass
- Candy Dulfer (nur bei einigen Konzerten anwesend) – Backing Vocals, Saxophon
- DJ Dudley D (bürgerlich Dustin Meyer) (nur bei einigen Konzerten anwesend) – Scratchen
- Eric Leeds (nur bei einigen Konzerten anwesend) – Flöte, Saxophon
- Najee (nur bei einigen Konzerten anwesend) – Flöte, Saxophon

## Rezensionen
Musikkritiker bewerteten The Rainbow Children überwiegend verhaltend; einige waren zwar der Meinung, Prince sei seit seinem Album Sign “☮” the Times aus dem Jahr 1987 nicht mehr so experimentierfreudig gewesen und die Jazz-Passagen erinnerten an die der Bands Steely Dan sowie Weather Report. Doch seine Überleitungen als Erzähler mit tiefer und verzerrter Stimme wurde allgemein als störend und irritierend empfunden, wie größtenteils auch die Liedtexte mit Bezug auf die Zeugen Jehovas. Ferner wurde die zuweilen eigentümliche Musik und der Mangel an Hit-Singles kritisiert. Die Website Metacritic errechnete eine Durchschnittsbewertung von nur 54 %, basierend auf zehn Rezensionen englischsprachiger Medien.
Edna Gundersen von der USA Today zeigte sich begeistert und gab dreieinhalb von vier Sternen. Sie schrieb: „Eine unvergleichliche Produktion, unverhohlene Experimentierlust und eine brillante musikalische Umsetzung“ fügten sich „hier zu einem der gewagtesten und faszinierendsten Alben zusammen“, die Prince bisher abgeliefert habe, „ganz gleich, wie man zu seinen geheimnisvollen Verneigungen vor Gott“ stünde.
Die Musikkritiker David Wilson und John Alroy verteilten dreieinhalb von fünf Sternen und lobten die musikalische Bandbreite des Albums. Es sei „entspannter Jazz (Rainbow Children) und Fender Rhodes (Everywhere), Gitarrensoli (The Sensual Everafter)“ sowie eine Hommage an James Brown (The Work Pt. 1) zu hören. Doch 1+1+1 Is 3 bezeichneten sie als „minderwertiges Remake“ von Erotic City (1984), Wedding Feast als „absurde Operette“, She Loves Me 4 Me „banal wie der Songtitel bereits aussagt“ und das Opening von Family Name bestehe aus „zu stark computergeneriertem Gesang“. Aber die besten Songs habe Prince „bis zum Schluss aufgehoben“; The Everlasting Now sei ein „Funk-Opus“ und Last December erinnere zuweilen an die gitarrenlastigen Rockballaden Purple Rain (1984) und Gold (1995). Die Albumliedtexte beschrieben Alroy und Wilson als „meist Werbung für die Zeugen Jehovas“, jedoch falle es „leicht, die Botschaften zu überhören und die Musik zu würdigen“.
Stephen Thomas Erlewine von AllMusic war enttäuscht und verteilte zweieinhalb von fünf Sternen. Zwar lobte er ebenfalls die musikalische Bandbreite und meinte, The Rainbow Children sei Prince’ „stimmigstes Set“ seit The Gold Experience aus dem Jahr 1995. Er kenne keine Grenzen und klinge „immer unberechenbar und lohnend“. Doch seine Botschaften in den Liedtexten unterstützen nicht die Musik und passten nicht „zum Sound oder zur Herangehensweise“; es sei schwer, diese Botschaften auszublenden, weil „die Worte so prominent sind“ und „in so vielen verschiedenen Stimmen vorgetragen werden“. Letztendlich wirke alles „ein bisschen zu viel“, ändere aber nichts an den „musikalischen Fakten“, dass es Prince’ „konzentrierteste und lohnendste Form seit langer Zeit“ sei. „Zu schade“, dass es „außer den Hardcore-Prince-Fans mittlerweile [2001] niemanden mehr“ interessiere, meinte Erlewine abschließend.
Arion Berger vom US-Musikmagazin Rolling Stone war ebenfalls enttäuscht und gab auch zweieinhalb von fünf Sternen. The Rainbow Children sei „ein mühseliger Weg durch die Wüste nach diesem berauschenden Wasser, vorausgehend mit einem Freak [Prince] auf der Kanzel, seinen Synthesizern der heiligen Gerechtigkeit schwenkend.“
Marc Weingarten von der Entertainment Weekly gab auf einer Skala von „A+“ bis „F“ lediglich die Note „C–“ und schrieb: „Demonstrativ zur Schau getragene Bibeltreue steht Prince nicht besonders gut; die lockeren Jazz-Funk-Grooves werden von seiner Frömmelei erstickt.“ Seine Karriere sei „durch interessante Ausfälle gekennzeichnet“, aber Prince habe niemals „so prosaisch“ geklungen.

## Kommerzieller Erfolg

### Chartplatzierungen
| ChartsChartplatzierungen       | Höchstplatzierung | Wochen |
| ------------------------------ | ----------------- | ------ |
| Deutschland (GfK)              | 29 (1 Wo.)        | 1      |
| Österreich (Ö3)                | 60 (1 Wo.)        | 1      |
| Schweiz (IFPI)                 | 30 (4 Wo.)        | 4      |
| Vereinigte Staaten (Billboard) | 109 (2 Wo.)       | 2      |

Im Jahr 2001 wurde The Rainbow Children in Deutschland und in Österreich nicht veröffentlicht, in der Schweiz erzielte es Platz 74. In den USA verfehlte zum ersten Mal seit Prince’ Debütalbum For You aus dem Jahr 1978 ein Album den Sprung in die Top 100. Die Höchstplatzierung in Deutschland, Österreich und in der Schweiz erreichte The Rainbow Children im Juni 2020 durch die Wiederveröffentlichung von The Prince Estate.

### Musikverkäufe
The Rainbow Children verkaufte sich weltweit über 560.000 Mal, davon wurden in etwa 158.000 Alben in den USA abgesetzt. Auszeichnungen für Gold- oder Platinstatus sind nicht bekannt.

## Preise
Am 20. September 2001 bekam Prince bei den Yahoo! Internet Life Awards den Preis in der Kategorie „Best Internet Only Single“ („Beste nur im Internet veröffentlichte Single“) für den Song The Work Pt. 1, der im April 2001 kostenlos heruntergeladen werden konnte.

## Trivia
Prince gehörte von 2001 bis zu seinem Tod im Jahr 2016 der Glaubensgemeinschaft der Zeugen Jehovas an und war in Anlehnung an seinen Geburtsnamen „Prince Rogers Nelson“ unter dem Namen „Brother Nelson“ Mitglied. Anlässlich seines Todes fand am 15. Mai 2016 in Minnetonka in Minnesota im Königreichssaal der Zeugen Jehovas eine Trauerfeier zu Ehren des Musikers statt, bei der Larry Graham eine Rede hielt. Unter den 500 ausschließlich geladenen Gästen waren unter anderem Prince’ persönliche Assistentin Meron Bekure, 3rdEyeGirl-Bassistin Ida Kristine Nielsen, Gilbert Davison (1984 bis 1993 Prince-Mitarbeiter), Sinbad und Sheila E. – Prince’ Familie wurde nicht eingeladen.